# Аксарайский сельсовет
Аксарайский сельсовет — муниципальное образование (сельское поселение) в Красноярском районе Астраханской области России. 
Образовано в 2018 году путём объединения двух сельских поселений: село Малый Арал и Степновский сельсовет. Соответствующая административно-территориальная единица области сохранила название Степновский сельсовет, который до 1982 года уже назывался Аксарайским.
Административный центр — посёлок Степной. В 1996—2016 годах несколько северо-западнее от него существовал одноимённый (Аксарайский) сельсовет с административным центром в его единственном населённом пункте Аксарайский, упразднённом в 2016 году в пользу соседнего Джанайского сельсовета.

## География
Аксарайский (Степновский) сельсовет занимает северную часть района. Граничит на западе с Ахтубинским, на западе и юге — с Джанайским, на юге и юго-востоке — с Байбекским сельсоветами. На северо-западе проходит граница с Харабалинским районом Астраханской области, на севере и северо-востоке — с Казахстаном.

## История
В 1950 году поселок Аксарай вошел в состав Бузанского сельсовета, с 1951 по 1960 он относился к Ясынсоканскому сельсовету и только в 1960 году решением облисполкома № 906 от 24.06.1960, протокол №24, был выделен самостоятельный Аксарайский сельский Совет. В 1953 году в поселке появились больница, детский сад, ясли. Наибольшего расцвета поселок Аксарай достиг в «хрущевский» период. Начиная с 1957 года, здесь начали строить дома для животноводов, силами хозяйств и жителей был построен красивый Дом культуры, пекарня, почтовое отделение связи, магазины, в 1962 - выросла двухэтажная средняя школа. На 1 января 1960 года население сельсовета составило 2756 человек: в поселке Аксарай - 403 человека, в поселке Кигач (ферма №1) - 453 человека, на ферме №3 - 403 человека и на ферме №4 - 354 человека.
В 1982 году в связи со строительством Аксарайского газоконденсатного завода Аксарайский сельский Совет был переименован в Степновский сельский Совет, поселение Аксарай стало называться посёлком Степной, а его старое название Аксарайский получили месторождение углеводородов и посёлок газовиков. 
1 октября 1996 года был вновь образован Аксарайский сельсовет в качестве отдельного муниципального образования, включившего единственный населённый пункт (посёлок Аксарайский). Законом Астраханской области от 6 августа 2004 года  Аксарайский сельсовет наделён также статусом сельского поселения. С 1 октября 2016 года территория упразднённого посёлка Аксарайский и его бывшего сельсовета была включена в Джанайский сельсовет.
В 2018 году располагавшиеся к юго-востоку от бывшего посёлка Аксарайский два сельских поселения — село Малый Арал и Степновский сельсовет — были объединены в новое сельское поселение под старым названием «Аксарайский сельсовет».

## Население
| 2019 | 2020 | 2021 |
| ---- | ---- | ---- |
| 783  | ↘758 | →758 |

## Состав сельсовета
С 2018 года в состав новообразованного сельсовета входят 4 населённых пункта.
| № | Населённый пункт | Тип населённого пункта          | Население |
| - | ---------------- | ------------------------------- | --------- |
| 1 | Кигач            | посёлок                         | ↘0        |
| 2 | Малый Арал       | село                            | ↗727      |
| 3 | Приозёрный       | посёлок                         | ↘18       |
| 4 | Степной          | посёлок, административный центр | ↘62       |